# Newtownstewart
Newtownstewart är en ort i Storbritannien.   Den ligger i riksdelen Nordirland, i den västra delen av landet, 600 km nordväst om huvudstaden London. Newtownstewart ligger 53 meter över havet och antalet invånare är 1 465.
Terrängen runt Newtownstewart är kuperad åt sydost, men åt nordväst är den platt. Newtownstewart ligger nere i en dal. Runt Newtownstewart är det ganska glesbefolkat, med 21 invånare per kvadratkilometer. Närmaste större samhälle är Strabane, 13,1 km norr om Newtownstewart. Trakten runt Newtownstewart består i huvudsak av gräsmarker.